# Iancu Holtea
Iancu Holtea (n. 8 februarie 1950 - d. 20 noiembrie 2010) a fost un deputat român în legislatura 2000-2004, ales în județul Mehedinți pe listele partidului PRM. Iancu Holtea a demisionat din Camera Deputaților la data de 25 iunie 2004 și a fost înlocuit de deputatul Viorel Ionel. În cadrul activității sale parlamentare, Iancu Holtea a fost membru în grupurile parlamentare de prietenie cu Republica Federală Germania, Regatul Spaniei și Republica Croația.  

## Legături externe
- Iancu Holtea Arhivat în 6 decembrie 2021, la Wayback Machine. la cdep.ro